# Droga krajowa nr 441 (Węgry)
Droga krajowa nr 441 (węg. 441-es főút) – droga krajowa w komitatach Pest i Bács-Kiskun w środkowych Węgrzech. Długość - 32 km. Przebieg: 
- Cegléd – skrzyżowanie z drogą 311 i z drogą 40
- Nagykőrös
- Kecskemét – skrzyżowanie z drogą 5